# Little Oakley (Essex)
 (avril 2023).
Little Oakley est un village de l’Essex, en Angleterre.